# Памятник Суворову (Аксай)
Памятник Суворову — памятник русскому полководцу, генералиссимусу Александру Васильевичу Суворову в городе Аксай Ростовской области. Установлен в 2013 году, автор памятника — скульптор Анатолий Дементьев.

## История
В 1777 году генерал-поручик Александр Васильевич Суворов получил назначение в Приазовье командиром Кубанского военного корпуса. За три месяца пребывания на Кубани Суворов организовал систему укреплений, сделал линию обороны неприступной для врага. По правому берегу Кубани было построено четыре укрепления и 20 редутов.
Во второй раз Суворов со своей семьёй был на Дону в 1782 году. Готовя войска к походу против ногайцев, Суворов много времени отдавал военным учениям.
По ходатайству А. В. Суворова перед императрицей Екатериной II, крымские армяне осели на Дону, основав город Нахичевань-на-Дону, села Крым, Чалтырь, Большие Салы, Султан-Салы, Несветай.
В Ростовской области А. В. Суворову установлено более десятка памятников. В 2013 году в городе Аксае был установлен ещё один памятник полководцу Суворову. Памятник установлен на территории 22-й отдельной бригады специального назначения в начале Аллеи славы. В 80-х годах XVIII века недалеко от этого места находился штаб командования Кубанским корпусом под началом Суворова. Памятник сооружен на средства, собранные донским Суворовско-Нахимовским союзом.

## Описание
Памятник русскому полководцу Александру Васильевичу Суворову установлен в честь 70-летия основания суворовских военных и нахимовских военно-морских училищ на территории 175-й бригады управления Южного военного округа в Аксае.
Памятник представляет собой бронзовый бюст полководцу, установленный на пьедестале. На железобетонном пьедестале памятнике выполнена надпись: «Суворов Александр Васильевич (1730—1800). Русский полководец. Генералиссимус. Во имя России, во славу России». Обустроена территория около памятника.
Памятник изготовлен в городе Кропоткин скульптором Анатолием Дементьевым. Его вес составляет около двух тонн. Из них около 1200 килограмм весит бюст Суворова и 800 килограмм весит бетонная тумба. Памятник установлен по инициативе Совета региональной общественной организации «Суворовско-Нахимовский-Кадетский союз». Высота монумента составляет 3,6 метров.